# Dichochrysa tactus
Dichochrysa tactus là một loài côn trùng trong họ Chrysopidae thuộc bộ Neuroptera. Loài này được Navás miêu tả khoa học lần đầu tiên năm 1921.